# 阿努斯谷
阿努斯谷（Arnus Vallis）是火星大瑟提斯区的一条古河谷，其中心坐标位于北纬14.1度、西经289.5度。全长280公里长，以意大利托斯卡纳阿尔诺河的古典名所命名（之前曾称作阿雷纳峭壁）。

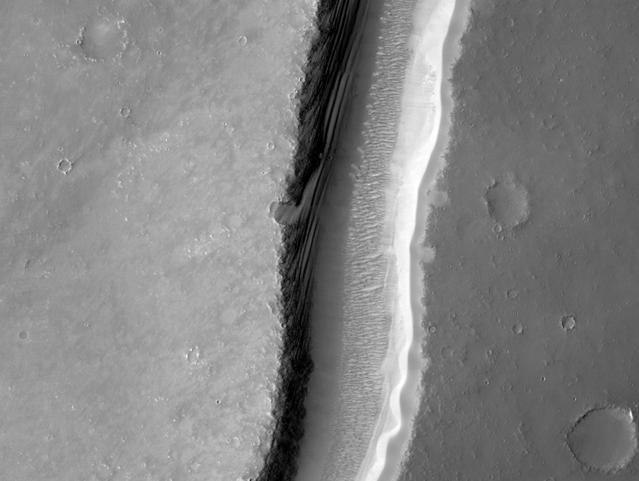
A高分辨率成像科学设备显示的阿努斯谷地层。